# Yelizaveta Kliucheriova
Yelizaveta Kliucheriova (transliteración del idioma ruso Елизавета Ключерёва, 27 de mayo de 1999 (25 años)) es una galardonada pianista rusa que comenzó a estudiar música a los seis años. En 2006, se convirtió en estudiante de la escuela de música del Conservatorio de Moscú. Ha ganado más de 20 concursos. La transliteración al inglés de su nombre es Elizaveta Klyuchereva o Klyucheryova. 

## Biografía
Nacida el 27 de mayo de 1999 en Moscú, Rusia, Yelizaveta Kliucheriova ha estudiado música desde que tenía seis años, primero con Manana Kandelaki y más tarde con Aleksandr Strukov y Kira Shashkina en la Escuela Central de Música del Conservatorio de Moscú, donde, desde enero de 2016, está en el décimo grado. Ha actuado en Rusia, Alemania, China, República Checa, Inglaterra, Estados Unidos, Ucrania, Dinamarca,  Francia e Italia, y ha ganado cinco Grandes Premios (Grand Prizes). Ha tocado con orquestas que incluyen a la Orquesta de Cámara del Moscú y la Orquesta Sinfónica de Járkov. Ha recibido apoyo de la Fundación Yamaha para la Música y la Fundación Internacional Vladimir Spivakov.

## Premios
Desde 2010, Kliucheriova ha ganado varios premios, incluyendo:
- 2010: Competición de Piano Internacional Scriabin, París, Francia, 1.er premio.
- 2012: XI Concurso Internacional Jóvenes Pianistas Vladimir Internacional Krainev, Járkov, Ucrania, 3er premio.
- 2012: VII Concurso Internacional Jóvenes Pianistas Villuan, Nizhni Nóvgorod, Rusia, 1.er Premio y Gran Premio.
- 2012: VI Concurso Internacional Jóvenes Pianistas A. Artobolevskaya, Moscú, Gran Premio.
- 2012: Música Sin Límites, Lituania, Gran Premio.
- 2013: Concurso Internacional de Piano Aarhus, Aarhus, Dinamarca, 3er premio.
- 2013: VI Concurso Jóvenes Pianistas del Norte, Newcastle, Inglaterra, 1.er Premio.
- 2013: IX Concurso Internacional Festival de los Niños y la Juventud, Villahermosa, México, 1.er Premio.
- 2014: Virtuosi per musica di pianoforte, Ústí nad Labem, República Checa, Gran Premio.
- 2015: Concurso Internacional de Piano Aarhus, Aarhus, Dinamarca, 3er premio.[4]
- 2015: IX Concurso Internacional Chaikovski para Jóvenes Músicos, Novosibirsk, Rusia, 2.º premio.[5]
- 2016: Concurso Concertino Praga, 1.er premio.
- 2016: 2º Premio y Medalla de Plata en el Concurso Arthur Rubinstein de Jóvenes Pianistas, Pekín, China.